# Hautmont
Pour l’article ayant un titre homophone, voir Haumont.
Hautmont est une commune française située dans le département du Nord, en région Hauts-de-France.
Hautmont comme beaucoup de villes du Nord, a connu une histoire mouvementée du Moyen Âge à la Révolution française. Elle est en conflit lors de la guerre franco-autrichienne et durement éprouvée par les deux conflits mondiaux du XXe siècle.

## Géographie

### Description
Hautmont est une ville du Hainaut français située dans la vallée de la Sambre, frappée depuis les années 1970 par la désindustrialisation et la crise de la sidérurgie du Nord-Pas-de-Calais.
Elle est située à 5 km au sud-ouest de Maubeuge, à 14 km de la frontière franco-belge, à 23 km au sud de Mons, à 31 km au sud-est de Valenciennes et à 64 km au nord-est de Saint-Quentin, et est desservie par la route nationale 2 qui contourne la ville en 2 × 2 voies.

### Communes limitrophes
| Vieux-Mesnil          | Feignies (par un quadripoint) Neuf-Mesnil |          |
| Boussières-sur-Sambre | Hautmont                                  | Louvroil |
| Saint-Remy-du-Nord    | Limont-Fontaine                           | Beaufort |

### Hydrographie

#### Réseau hydrographique
La commune est située dans le bassin Artois-Picardie. Elle est drainée par le Cligneux, le ruisseau de Wargnories, le ruisseau des Près à Forêt et le ruisseau du Paradis,,.
La Sambre canalisée est un canal, chenal et un cours d'eau naturel, d'une longueur de 101 km, qui prend sa source dans la commune de Rejet-de-Beaulieu, s'écoule vers le nord-est et franchit la frontière belge au droit de Jeumont. Les caractéristiques hydrologiques de la Sambre canalisée sont données par la station hydrologique située sur la commune. Le débit moyen mensuel est de 11,5 m3/s. Le débit moyen journalier maximum est de 91,8 m3/s, atteint lors de la crue du 11 janvier 2022. Le débit instantané maximal est quant à lui de 94,6 m3/s, atteint le même jour.
Le Cligneux, d'une longueur de 11 km, prend sa source dans la commune de Beaufort et se jette  dans la Sambre canalisée à Boussières-sur-Sambre, après avoir traversé six communes. 

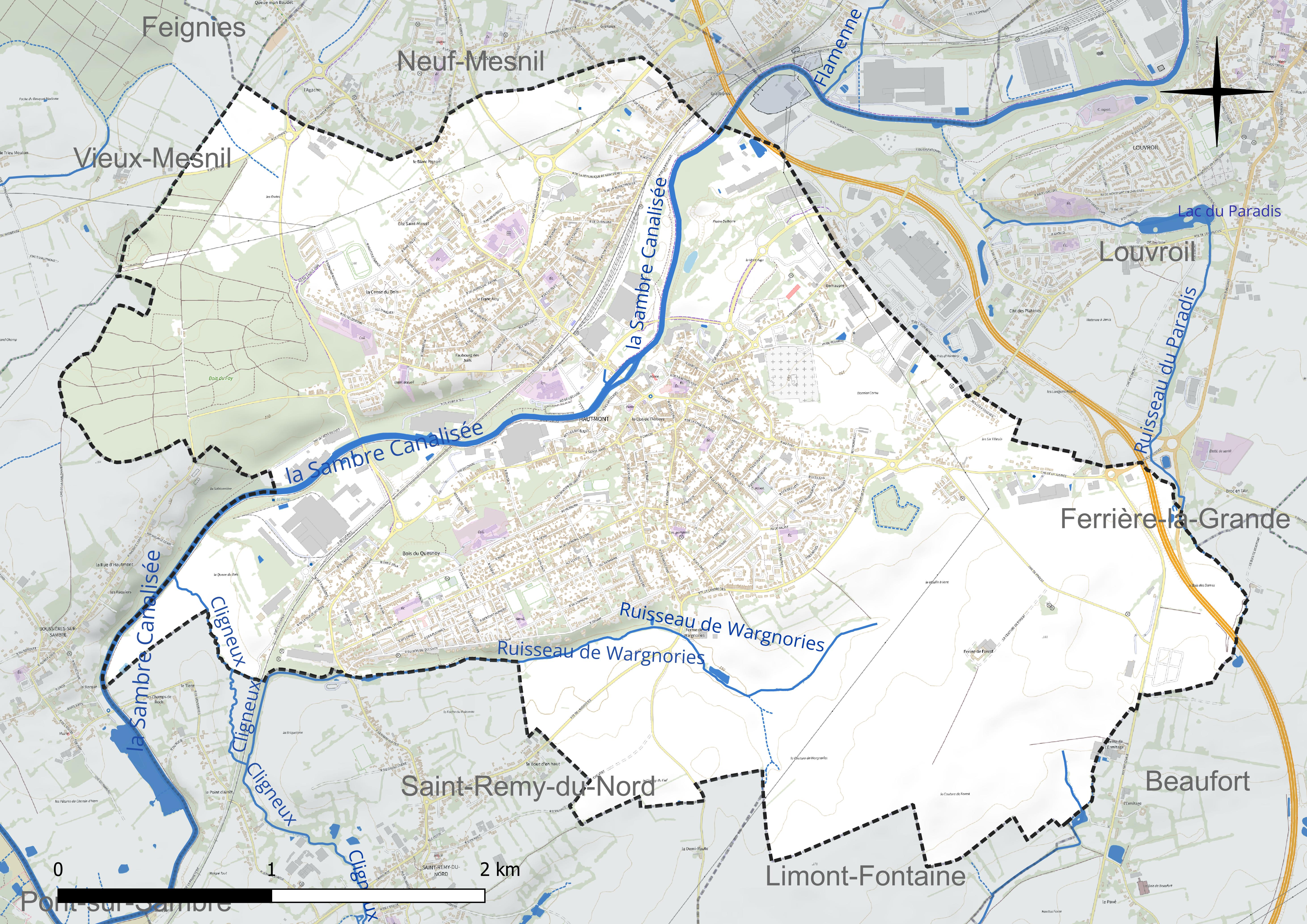
Réseau hydrographique d'Hautmont.

#### Gestion et qualité des eaux
Le territoire communal est couvert par le schéma d'aménagement et de gestion des eaux (SAGE) « Sambre ». Ce document de planification concerne un territoire de 1 253 km2 de superficie, délimité par le bassin versant de la Sambre. Le périmètre a été arrêté le 1er novembre 2003 et le SAGE proprement dit a été approuvé le 21 septembre 2012, puis modifié le 18 août 2022. La structure porteuse de l'élaboration et de la mise en œuvre est le syndicat mixte du Parc naturel régional de l'Avesnois. 
La qualité des cours d'eau peut être consultée sur un site dédié géré par les agences de l'eau et l'Agence française pour la biodiversité. 

### Climat
Pour des articles plus généraux, voir Climat des Hauts-de-France et Climat du Nord.
En 2010, le climat de la commune est de type climat des marges montargnardes, selon une étude du CNRS s'appuyant sur une série de données couvrant la période 1971-2000. En 2020, Météo-France publie une typologie des climats de la France métropolitaine dans laquelle la commune est exposée à un climat océanique altéré et est dans la région climatique  Nord-est du bassin Parisien, caractérisée par un ensoleillement médiocre, une pluviométrie moyenne régulièrement répartie au cours de l'année et un hiver froid (3 °C). 
Pour la période 1971-2000, la température annuelle moyenne est de 9,8 °C, avec une amplitude thermique annuelle de 15,1 °C. Le cumul annuel moyen de précipitations est de 875 mm, avec 12,7 jours de précipitations en janvier et 10,2 jours en juillet. Pour la période 1991-2020, la température moyenne annuelle observée sur la station météorologique la plus proche, située sur la commune de Saint-Hilaire-sur-Helpe à 13 km à vol d'oiseau, est de 10,5 °C et le cumul annuel moyen de précipitations est de 802,4 mm,. Pour l'avenir, les paramètres climatiques de la commune estimés pour 2050 selon différents scénarios d'émission de gaz à effet de serre sont consultables sur un site dédié publié par Météo-France en novembre 2022.

## Urbanisme

### Typologie
Au 1er janvier 2024, Hautmont est catégorisée centre urbain intermédiaire, selon la nouvelle grille communale de densité à sept niveaux définie par l'Insee en 2022.
Elle appartient à l'unité urbaine de Maubeuge (partie française), une agglomération internationale regroupant 22  communes, dont elle est une commune de la banlieue,,. Par ailleurs la commune fait partie de l'aire d'attraction de Maubeuge (partie française), dont elle est une commune du pôle principal,. Cette aire, qui regroupe 65 communes, est catégorisée dans les aires de 50 000 à moins de 200 000 habitants,.

### Occupation des sols
L'occupation des sols de la commune, telle qu'elle ressort de la base de données européenne d'occupation biophysique des sols Corine Land Cover (CLC), est marquée par l'importance des territoires artificialisés (47,4 % en 2018), en augmentation par rapport à 1990 (44,1 %). La répartition détaillée en 2018 est la suivante :
zones urbanisées (36,4 %), terres arables (26 %), prairies (15,1 %), forêts (10,1 %), zones industrielles ou commerciales et réseaux de communication (7,4 %), espaces verts artificialisés, non agricoles (3,6 %), zones agricoles hétérogènes (1,4 %). L'évolution de l'occupation des sols de la commune et de ses infrastructures peut être observée sur les différentes représentations cartographiques du territoire : la carte de Cassini (XVIIIe siècle), la carte d'état-major (1820-1866) et les cartes ou photos aériennes de l'IGN pour la période actuelle (1950 à aujourd'hui).

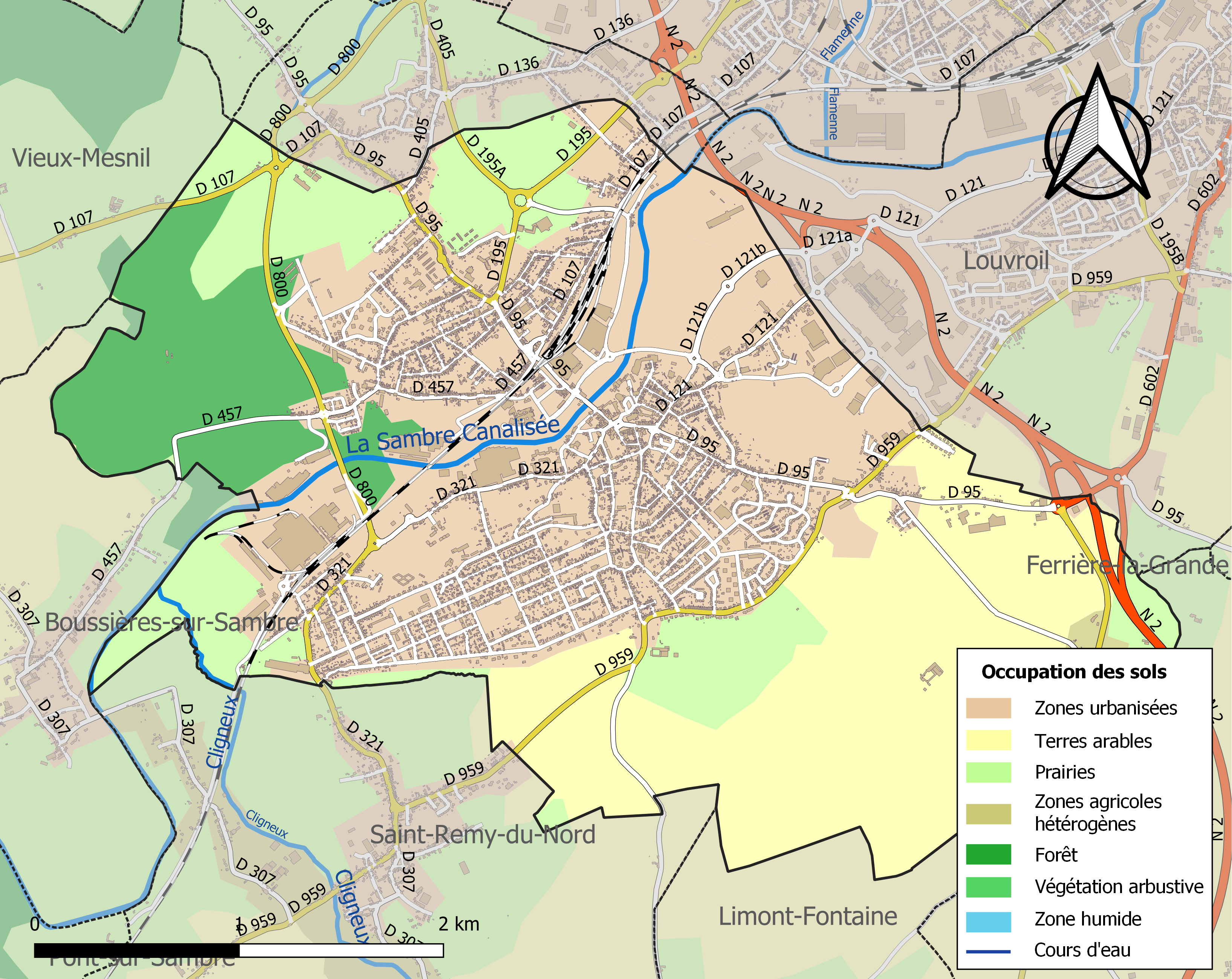
Carte des infrastructures et de l'occupation des sols de la commune en 2018 (CLC).

### Voies de communication et transports
La gare d'Hautmont, située sur la ligne de Creil à Jeumont (section des anciennes liaisons internationales Paris-Bruxelles-Amsterdam et Paris-Cologne-Berlin avant la mise en service de Thalys par la LGV Nord), est desservie par des trains TER Hauts-de-France qui effectuent des missions entre Valenciennes et Jeumont. Les voyageurs ont accès à une offre ferroviaire plus importante en gare de Maubeuge.
La commune est desservie, en 2024, par les lignes A, B, D, 21, 24, 57, 61, 62, 63, 64, Citadine de Hautmont et par le service de transport à la demande du réseau Stibus. Elle est également desservie par les lignes 952, 979 et 986 du réseau interurbain Arc-en-Ciel 4.

## Toponymie
L'étymologie du nom Hautmont vient d'après la construction d'un petit oratoire, dédié à saint Waast, sur un petit monticule situé sur la rive droite de la Sambre au lieu-dit « Mont-Aigu » que le village d'Hautmont paraît avoir pris son nom[réf. nécessaire].
Bien que l'adjectif haut (comme dans le haut et le bas) et les mots qui en dérivent (par exemple la hauteur) prennent un h aspiré, le nom propre Hautmont prend un h muet, comme dans Gare d'Hautmont et dans Ligne d'Hautmont à Feignies (frontière).

## Histoire

### Origines
C'est après la construction d'un petit oratoire, dédié à saint Waast, sur un petit monticule situé sur la rive droite de la Sambre au lieu-dit « Mont-Aigu » que le village d'Hautmont paraît avoir pris son nom. Onulphe d'Hautmont, ou Onulfus Altimontensis, est moine bénédictin de l'abbaye d'Hautmont, vers 1050. Il est connu par son œuvre hagiographique[réf. nécessaire].

### Moyen Âge
En 643, Vincent Madelgaire, comte et gouverneur du Hainaut (né vers 610 à Strépy), membre de la cour du roi Dagobert Ier, aide l'action missionnaire et entreprend de faire bâtir un monastère en un lieu appelé Altus Mons. Dagobert lui offre en outre les reliques du pape saint Marcel, mort martyr en 309. Vincent Madelgaire épouse Waudru avec laquelle il aura quatre enfants, Landry, Madelberte, Aldetrude et Dentelin. Waudru, après leur décision commune de se séparer pour se consacrer à la vie monastique, fait construire un monastère sur un vaste domaine qui deviendra le berceau de la ville belge de Mons. L'abbaye accueillit saint Ansbert, évêque de Rouen, exilé par Pépin de Herstal. En 829, création d'une école à l'abbaye d'Hautmont et en 880 a lieu le sac de l'abbaye par des pillards danois.[réf. nécessaire]

### Époque moderne

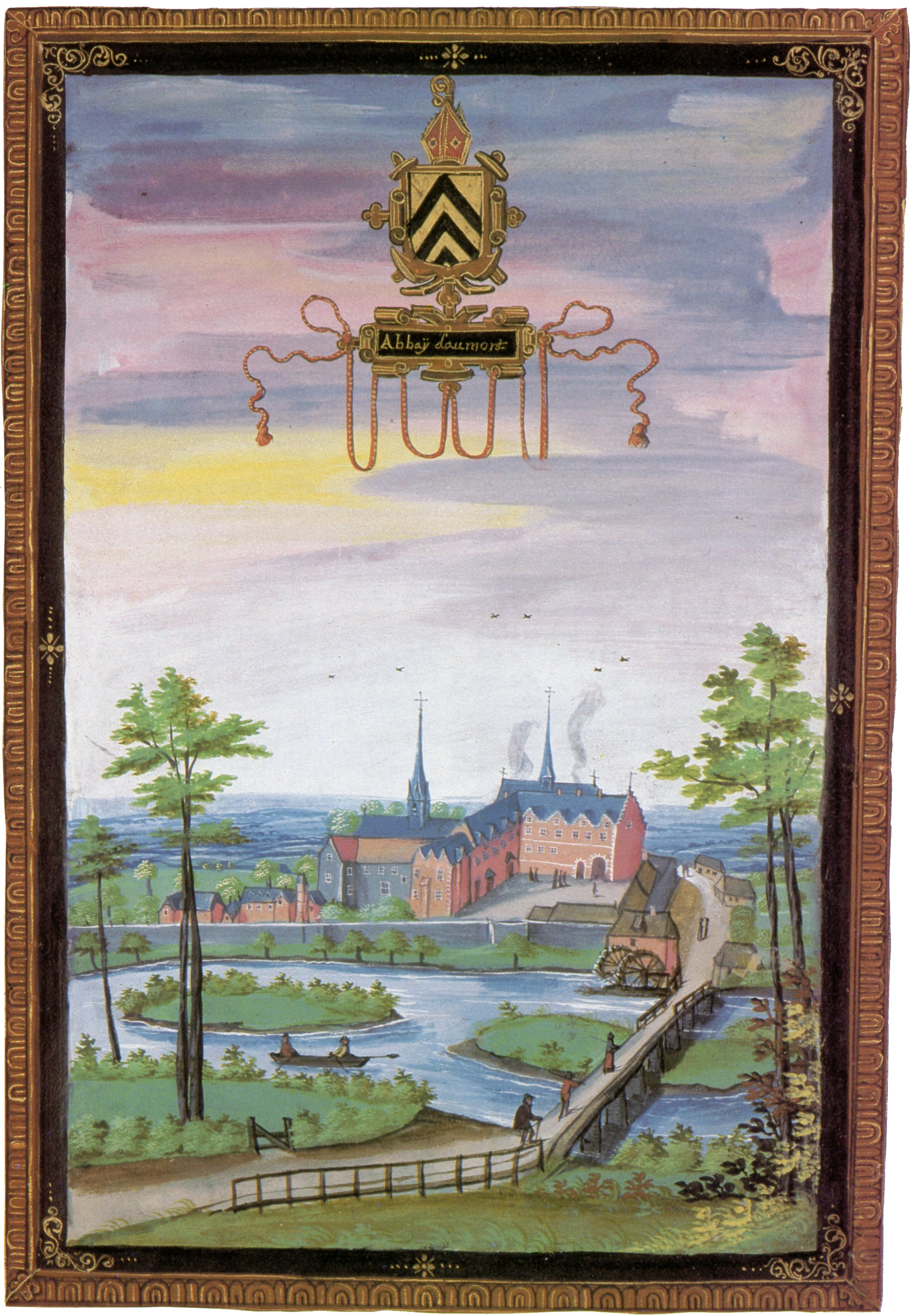
Abbaye d'Hautmont en 1598 (Albums de Croÿ).

Entre 1565 et 1625, c'est l'âge d'or du Grand Hautmont[C'est-à-dire ?] sous le règne de l'abbé Gaspard Hanot. L'abbaye de Hautmont est rénovée et de nouveaux bâtiments sont construits. Une brasserie s'installe également. En 1589, Gaspard Hanot fait ramener à Hautmont les reliques de saint Marcel, déposées précédemment dans le refuge de l'abbaye de Mons pour les préserver des pillages[réf. nécessaire].

### Révolution française
Lors de la Révolution française, le village d'Hautmont compte 552 habitants. L'abbaye est l'une des plus prospères du Hainaut. Contrairement à de nombreuses autres, l'abbaye n'a pas été totalement détruite à la Révolution française, grâce à Dom Ghuislain Dusart qui, le 28 juillet 1789, a réussi à calmer les paysans venus pour piller et détruire l'abbaye. Dom Ghuislain, en leur ouvrant la porte, leur demanda de respecter les lieux et leur offrit la nourriture qu'ils demandaient.[réf. nécessaire]

### L'industrialisation
Lors de la monarchie de Juillet, en 1843 est créée à Hautmont la nouvelle usine de la Société Anonyme des laminoirs, forges, fonderies et usines de la Providence. La création de cette usine va susciter de nombreuses autres[réf. nécessaire].

### Première Guerre mondiale
Pendant la Première Guerre mondiale, la ville se trouve en zone occupée par les troupes allemandes. Certains Hautmontois sont internés dans le camp de prisonnier allemand de Stargard comme Adelson Dubois qui prend part au Siège de Maubeuge en 1914 avec le 145e régiment d'infanterie et qui est fait prisonnier à la suite de la capitulation de la ville
La ville d'Hautmont est libérée le 8 novembre 1918. Le 8 novembre 1918, les troupes anglaises entrent dans le bois d'Hautmont. Tout au long de la journée, la ville est arrachée à l'ennemi. Le fort sera quant à lui reconquis dans la nuit.

### Entre-deux-guerres
Dans l'entre-deux-guerres, Amand Goubert participe au Tour de France durant les années 1928 à 1933. Il tient ensuite à Hautmont, avec son épouse, un magasin de cycles et mobylettes[réf. nécessaire]. Alfred Steinmetz, gagne la XIe édition de Paris-Strasbourg en 1936.

### Seconde Guerre mondiale
Jeanne Leroux, artiste et chef d'entreprise aux Ateliers Leroux, est résistante pendant la Seconde Guerre mondiale[réf. nécessaire].

### Le Hautmont contemporain
Entre 1949 et 1963, le quartier du Bois-du-Quesnoy est aménagé, avec 496 logements, notamment afin de reloger des personnes vivants dans des habitats insalubres en centre-ville. Classé quartier prioritaire, il compte 1 462 habitants en 2020.
Le 3 août 2008, la Tornade en Val-de-Sambre de 2008, tornade d'au moins de catégorie F3 sur l'échelle de Fujita améliorée, peut-être F4, frappe la ville en faisant 3 morts et 18 blessés. Elle provoque de gros dégâts à travers la ville et ses alentours avec 700 logements endommagés dont 200 rendus inhabitables,. Un odonyme local (Boulevard du 3-Août-2008 ) rappelle cet événement.

## Politique et administration

La communauté d'agglomération Maubeuge Val de Sambre dans le département du Nord.

### Rattachements administratifs et électoraux
Hautmont se trouve dans l'arrondissement d'Avesnes-sur-Helpe du département du Nord. Pour l'élection des députés, elle fait partie de la douzième circonscription du Nord.
La commune se trouvait depuis 1910 dans le canton de Maubeuge-Nord, qui a été scindé en 1958 pour former le canton d'Hautmont. Dans le cadre du redécoupage cantonal de 2014 en France, la commune fait désormais partie du canton d'Avesnes-sur-Helpe.

### Intercommunalité
Hautmont était membre de la communauté d'agglomération Maubeuge Val de Sambre, un établissement public de coopération intercommunale (EPCI) à fiscalité propre créé en 1994 et auquel la commune avait transféré un certain nombre de ses compétences, dans les conditions déterminées par le code général des collectivités territoriales.
Cette intercommunalité a fusionné avec ses voisines pour former, le 1er janvier 2014, la communauté d'agglomération Maubeuge Val de Sambre dont Hautmont est désormais membre.

### Tendances politiques et résultats
Joël Wilmotte devient maire à la suite des élections de mars 1989 et est réélu dès le premier tour jusqu'en 2020.
Lors du premier tour des élections municipales de 2014 dans le Nord, la liste UMP menée par le maire sortant Joël Wilmotte remporte la majorité absolue des suffrages exprimés, avec 3 377 voix (29 conseillers municipaux élus, dont 8 communautaires), devançant largement les listes menées respectivement par, :
- Frédéric Divina (DVG, 557 voix, 11,05 %, 1 conseiller municipal élu) ;
- Ghislaine Bruyere-bourgeois (PCF, 456 voix, 9,05 %, 1 conseiller municipal élu) ;
- Jean-Michel Moulun (FN, 354 voix, 7,02 %, 1  conseiller municipal élu) ;
- Willy Bell (DVD, 295 voix, 5,85 %, 1 conseiller municipal élu).

Lors de ce scrutin, 47,19 % des électeurs se sont abstenus.
Lors du second tour des élections municipales de 2020 dans le Nord, deux listes sont opposées : celle LR du maire sortant Joël Wilmotte, qui obtient 1 748 voix (47,03 %, 7 conseillers municipaux élus dont 2 communautaires) et est devancée de 220 voix par la liste DVD menée par son fils Stéphane Wilmotte — qui bénéficie du ralliement de la liste LFI du premier tour menées par Antony Larroque  —, qui obtient la majorité absolue des suffrages exprimés, avec 1 968 voix (52,96 %, 26 conseillers municipaux élus dont 6 communautaires).
Lors de ce scrutin, marqué par la crise de la pandémie de Covid-19 en France, 60,55 % des électeurs se sont abstenus,.

### Politique locale
À la suite du rejet de ses comptes pour la campagne des élections municipales 2014 par la Commission nationale des comptes de campagne et des financements politiques (CNCCFP) le 24 septembre 2014, Joël Wilmotte a été déclaré inéligible par le Tribunal administratif le 31 décembre 2014. Il a fait appel, ce qui suspend la mise en œuvre de ce jugement jusqu'à l'intervention de cette nouvelle décision. De plus, afin de « contourner » cette inéligibilité, dix-neuf conseillers municipaux ont démissionné, ce qui entraine l'organisation de nouvelles élections municipales, organisées les 1er et 8 février 2015,.

### Jumelages
| Ville | Ville                | Pays | Pays      | Période                 |
| ----- | -------------------- | ---- | --------- | ----------------------- |
|       | Halver,              |      | Allemagne | depuis le 25 avril 1975 |
|       | Kalisz,              |      | Pologne   | depuis le 29 juin 1958  |
|       | Kamianets-Podilskyï, |      | Ukraine   | depuis le 24 mars 2022  |

## Population et société

### Démographie

#### Évolution démographique
L'évolution du nombre d'habitants est connue à travers les recensements de la population effectués dans la commune depuis 1793. Pour les communes de plus de 10 000 habitants les recensements ont lieu chaque année à la suite d'une enquête par sondage auprès d'un échantillon d'adresses représentant 8 % de leurs logements, contrairement aux autres communes qui ont un recensement réel tous les cinq ans,.

En 2022, la commune comptait 14 197 habitants, en évolution de −2,41 % par rapport à 2016 (Nord : +0,51 %, France hors Mayotte : +2,11 %).
| 1793 | 1800 | 1806 | 1821 | 1831 | 1836 | 1841 | 1846  | 1851  |
| ---- | ---- | ---- | ---- | ---- | ---- | ---- | ----- | ----- |
| 580  | 627  | 642  | 765  | 777  | 900  | 934  | 1 034 | 1 428 |

| 1856  | 1861  | 1866  | 1872  | 1876  | 1881  | 1886  | 1891   | 1896   |
| ----- | ----- | ----- | ----- | ----- | ----- | ----- | ------ | ------ |
| 2 223 | 3 335 | 3 862 | 4 906 | 6 973 | 9 204 | 9 317 | 10 238 | 11 336 |

| 1901   | 1906   | 1911   | 1921   | 1926   | 1931   | 1936   | 1946   | 1954   |
| ------ | ------ | ------ | ------ | ------ | ------ | ------ | ------ | ------ |
| 12 858 | 13 128 | 15 034 | 13 279 | 15 248 | 16 012 | 14 636 | 14 197 | 15 978 |

| 1962   | 1968   | 1975   | 1982   | 1990   | 1999   | 2006   | 2011   | 2016   |
| ------ | ------ | ------ | ------ | ------ | ------ | ------ | ------ | ------ |
| 18 594 | 17 870 | 19 175 | 18 461 | 17 475 | 16 029 | 15 190 | 14 115 | 14 548 |

| 2021   | 2022   | - | - | - | - | - | - | - |
| ------ | ------ | - | - | - | - | - | - | - |
| 14 182 | 14 197 | - | - | - | - | - | - | - |

#### Pyramide des âges
La population de la commune est relativement jeune.
En 2018, le taux de personnes d'un âge inférieur à 30 ans s'élève à 43,1 %, soit au-dessus de la moyenne départementale (39,5 %). À l'inverse, le taux de personnes d'âge supérieur à 60 ans est de 21,3 % la même année, alors qu'il est de 22,5 % au niveau départemental.
En 2018, la commune comptait 7 052 hommes pour 7 549 femmes, soit un taux de 51,7 % de femmes, légèrement inférieur au taux départemental (51,77 %).
Les pyramides des âges de la commune et du département s'établissent comme suit.
| Hommes | Classe d’âge | Femmes |
| ------ | ------------ | ------ |
| 0,3    | 90 ou +      | 1,3    |
| 5,7    | 75-89 ans    | 9,0    |
| 12,5   | 60-74 ans    | 13,8   |
| 17,4   | 45-59 ans    | 17,4   |
| 17,7   | 30-44 ans    | 18,5   |
| 20,0   | 15-29 ans    | 18,6   |
| 26,4   | 0-14 ans     | 21,4   |

| Hommes | Classe d’âge | Femmes |
| ------ | ------------ | ------ |
| 0,5    | 90 ou +      | 1,4    |
| 5,3    | 75-89 ans    | 8,1    |
| 14,8   | 60-74 ans    | 16,2   |
| 19,1   | 45-59 ans    | 18,4   |
| 19,5   | 30-44 ans    | 18,7   |
| 20,7   | 15-29 ans    | 19,1   |
| 20,2   | 0-14 ans     | 18     |

### Manifestations culturelles et festivités
- Hautmont Capitale de Noël[61].
- Hautmont Belle-Île
- Salon Art'Expo
- Corso fleuri

### Sports
L'Association sportive hautmontoise est un club de football ancien, qui a notamment disputé les championnats de France professionnels de 1936 à 1939[réf. nécessaire].

## Économie
La société Vicat dispose d'une unité de production de béton.
Les forges Dembiermont, créées en 1881, 190 p., appartiennent depuis 2002 au groupe Forgital (groupe italien de 1200 p.); elles produisent des couronnes d'aluminium laminées sans soudure pour les marchés de l'aéronautique et du spatial.
- Verrerie Darche puis peinture Leroux, 36 rue de l'Abattoir[63].

## Culture locale et patrimoine

### Lieux et monuments

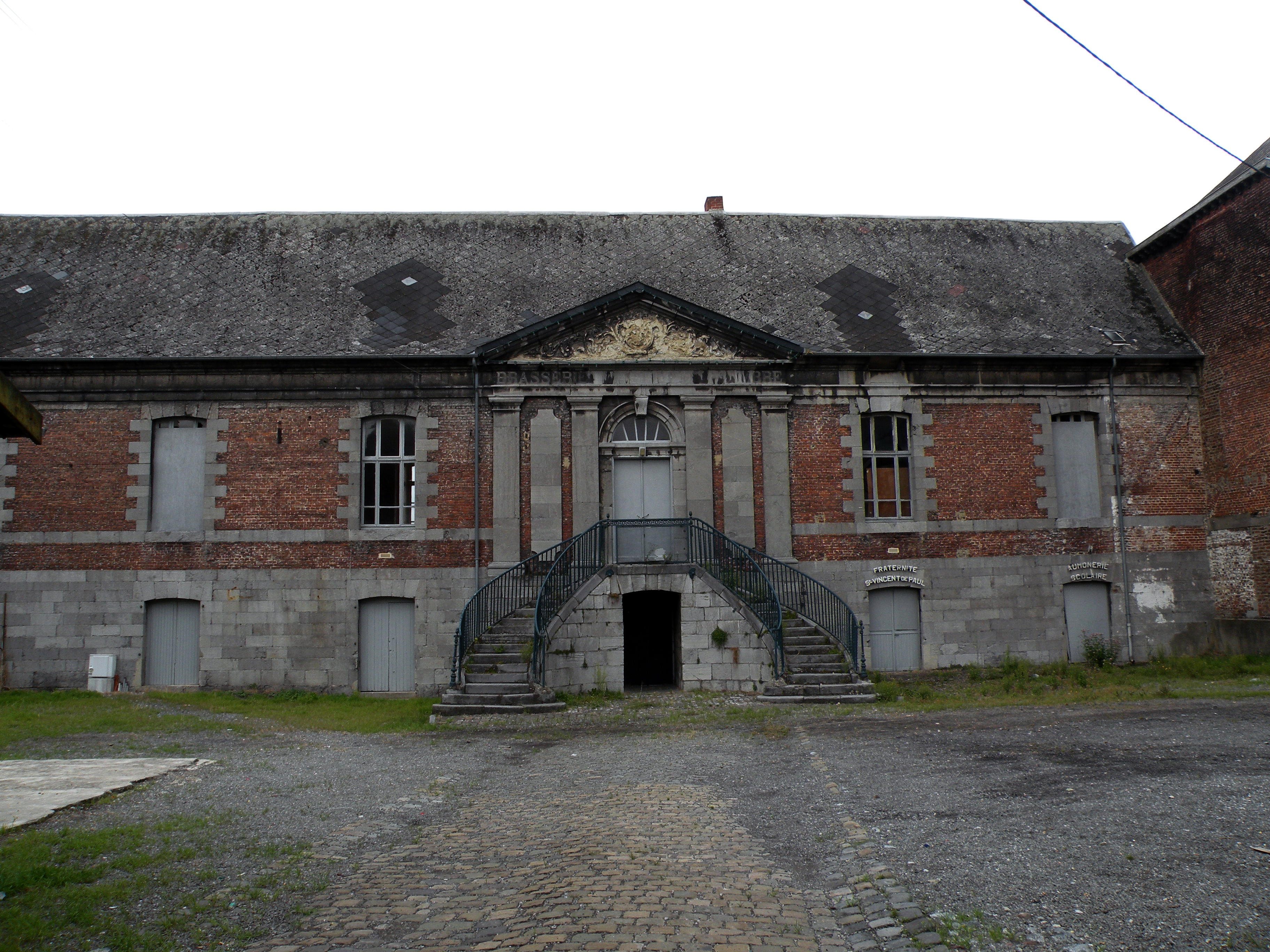
L'abbaye de Hautmont

- Abbaye d'Hautmont, ancienne abbaye bénédictine fondée au VIIe siècle, fait l'objet d'une inscription au titre des monuments historiques depuis 1992[64].
- Chapelle Saint-Éloi fait l'objet d'une inscription au titre des monuments historiques depuis 2005[65].
- Église Notre-Dame de l'Assomption (1862-1871) avec fonts baptismaux romans en pierre bleue à frises sculptées (classés).
- Villas et commerces de style Art déco.
- Gare d'Hautmont.
- Le cimetière militaire situé à l'intérieur du cimetière municipal.

- Le Fort de Haumont[66]

### Personnalités liées à la commune
- Liste des abbés de Hautmont
- Vincent de Soignies (vers 607), se retire du monde vers 643 et fonde l'abbaye de Hautmont dont il devint l'abbé sous le nom de 'Vincent'. Autour de son ermitage se développa une agglomération qui devint la ville de Soignies, dont il est considéré comme le fondateur. Liturgiquement saint Vincent est commémoré le 20 septembre.
- Onulphe d'Hautmont, qui remonte vers 1050, moine bénédictin de l'abbaye d'Hautmont, connu par son œuvre hagiographique.
- Auguste Labouret (1871-1964), maître-verrier et mosaïste. Parmi ses œuvres, figure la Chapelle Saint-Éloi d'Hautmont.
- Lucien Démanet (1874-1943), gymnaste licencié à la Société de Hautmont, remporte la médaille de bronze d'exercices combinés aux Jeux olympiques d'été de 1900 et la médaille de bronze au concours général par équipes aux Jeux olympiques d'été de 1920.
- René Boulanger (1895-1949), gymnaste, y est né et mort. Il remporte la médaille de bronze au concours général par équipes aux Jeux olympiques d'été de 1920.
- Ernest Lespinasse (1897-1927), gymnaste, remporte la médaille de bronze au concours général par équipes aux Jeux olympiques d'été de 1920. Il est né et mort à Hautmont.
- Albert Lebon, (Haumont 1908 - Tavernes 1988), résistant, Compagnon de la Libération.
- Bernard Géhu HEC, licencié en droit et dernier chef d'entreprise des industriels Géhu frères et sœurs (fers à cheval et brides). Il est né à Hautmont le 29 juillet 1922.Décès le 28 juillet 2010.Repose au cimetière d'HautmontSon épouse Marie-Françoise Allard de nationalité belge l'a rejoint en Mars 2019.
- Françoise Boudet (1925-2012), artiste peintre. Elle expose à Hautmont en 1988.
- Jean-Michel Charrue (1945), philosophe, auteur y est né.
- Bernard-Roger Mathieu (1946), journaliste professionnel, y est né.
- Jean-Louis Lechêne (1947), guide de haute montagne, connu pour son engagement dans le pyrénéisme, y est né. Une goulotte de glace porte son nom au Petit Vignemale.
- Joël Wilmotte (1948), homme politique, maire de Hautmont de 1989 à 2015 et depuis 2016, conseiller général du canton d'Hautmont de 1994 à 2015 puis conseiller départemental du canton d'Avesnes-sur-Helpe depuis mars 2015.
- Philippe Laurent (1954), homme politique y est né.
- Tokia Saïfi (1959), femme politique française, secrétaire d'État chargée du Développement durable de 2002 à 2004, y est née. Elle est députée européenne depuis 2004.
- Camille Lou (1992), chanteuse, auteure-compositrice-interprète, musicienne et actrice. Elle est notamment connue pour ses rôles dans les comédies musicales 1789, les amants de la Bastille dans le rôle d'Olympe et La Légende du roi Arthur dans le rôle de la reine Guenièvre.

Cécile Demarquet (1973) Athlète Championne de France des 24 heures en 2017

### Héraldique
|  | Les armes de Hautmont se blasonnent ainsi : D'or à trois chevrons de sable. |

.
Elles sont identiques aux premières armoiries du comté de Hainaut.